# Орден Звезды Сомали
Орден Звезды Сомали — государственная награда Сомали.

## История
Орден Звезды Сомали был учрежден 12 февраля 1961 года и был предназначен для награждения граждан страны и иностранцев за выдающиеся заслуги перед Сомали.

## Степени
Орден имеет пять классов:
- Большой крест – позолоченный знак ордена на чрезплечной ленте и позолоченная звезда ордена на левой стороне груди.
- Гранд-офицер – серебряный знак ордена на шейной ленте и серебряная звезда ордена на левой стороне груди.
- Командор – серебряный знак ордена на шейной ленте.
- Офицер – серебряный знак ордена на нагрудной ленте с розеткой.
- Кавалер – серебряный знак ордена на нагрудной ленте.

## Описание

Звезда ордена

Знак ордена – пятиконечная звезда с шариками на концах белой и голубой эмалей на лучах. В центре круглый медальон белой эмали с широкой металлической каймой. В медальоне металлическая накладка в виде шагающего геральдически в право леопарда. Знак ордена при помощи переходного звена в виде венка зелёной эмали из лавровой и дубовой ветвей с металлическим полумесяцем рогами вверх у основания, охватывающих латинскую букву «S» голубой эмали, крепится к орденской ленте.
Реверс знака аналогичен аверсу, за исключением – в центральном медальоне монограмма из переплетённых латинских букв «R» и «S».
Звезда ордена двадцатичетырёхконечная, заострённые лучи которой покрыты бриллиантовыми гранями. В центре звезды знак ордена в цветных эмалях. Венчает звезду полумесяц рогами вверх с пятиконечной звездой.
 Орденская лента шёлковая муаровая голубого цвета с широкой белой полосой по центру.